# Federația Română de Orientare
Federația Română de Orientare (FRO) este o structură sportivă autonomă, neguvernamentală, de interes național, singura autorizată să organizeze și să controleze activitatea de orientare sportivă la nivel național în România.  F.R.O. este constituită prin asocierea cluburilor și asociațiilor județene și a municipiului București de Orientare afiliate și recunoscute de ea.

## Istoric
Federația Română de Orientare se înființează în data de 5 februarie 1990, continuatoare a activității competiționale de orientare dinainte de 1989. În același an, în data de 24 iulie, cu prilejul Congresului I.O.F. Cambridge, (Marea Britanie), se afiliază la Federația Internațională de Orientare.

Sediul F.R.O. este în București, Str. Vasile Conta nr. 16, Sector 2.
La sfârșitul anilor 2000, din structura F.R.O. făceau parte 55 de secții, situate în 25 de județe. Numărul total al sportivilor legitimați era de 1.114 (565 copii, 335 juniori și 214 seniori), iar al celor clasificați, de 881, pregătiți de 76 antrenori, 52 instructori și asistați în concurs de 244 arbitri. 
În anul 2001 Federația Română de Orientare s-a reorganizat în conformitate cu prevederile Legii educației fizice și sportului nr.69 din 28 aprilie 2000, fiind prezenți 14 membri fondatori.
Federația Română de Orientare avea în anul 2002 un număr de 30 structuri afiliate, 377 sportivi legitimați (150 seniori, 140 juniori și 87 copii), 19 antrenori, 22 instructori și 144 arbitri. 
În anul 2004 FRO era formată din 37 structuri sportive, un număr de 323 sportivi legitimați și au fost organizate 8 Campionate Naționale.
În anul 2005, Federația Română de Orientare avea 39 de structuri sportive (14 cluburi de drept public, 21 cluburi de drept privat și 4 asociații județene), 346 sportivi, 22 antrenori, 13 instructori și 119 arbitri. 
În anul 2011, Federația Română de Orientare are un număr de 44 structuri sportive afiliate (5 Asociații Județene de Orientare, 14 structuri de drept public și 25 structuri de drept privat).

## Aspecte reprezentative la nivel național
Orientarea este o ramură sportivă care a avut o evoluție specifică în România, desprinzându-se din activitatea de Turism, datorită evoluției ei, ca activitate sportivă competițională. De la începuturi până în prezent, această activitate sportivă a avut diverse denumiri: Orientare Turistică, Orientare Sportivă și în prezent Orientare. 
În România primul concurs de Orientare Turistică (exercițiul de teren cu hartă și busolă) s-a desfășurat la 26 octombrie 1947, în zona munților Zarand, județul Arad[nefuncțională]
, organizat de profesorul Davidhazy Coloman, competiție la care au participat 15 echipe a trei sportivi, toți din orașul Arad, care a organizat și primul concurs din țară cu temă de Noapte la data de 31 octombrie 1948.
Activitatea în continuare se desfășoară, în perioada 1947 – 1953, după Regulamente întocmite de organizatorii fiecărui concurs, care activau cu prioritate în cadrul structurilor care se ocupau cu activitatea turistică.
Primul Regulament al concursurilor de Orientare Turistică,  apare în anul 1953, cu valabilitate pe tot teritoriul țării, editat de „Asociația turiștilor” din România, care contribuie la eliminarea handicapului, datorat faptului că fiecare organizator avea propriul Regulament, care va fi adaptat după Regulamentele altor țări cu tradiție în anul 1958.
Activitatea se desfășoară în perioada 1947 – 1949 cu sprijinul organizației „Sportul Popular”, iar în perioada 1950 – 1957 cu ajutorul Direcției de Turism de pe lângă Consiliul Central al Sindicatelor. Începând cu anul 1952 activitatea de Turism a fost preluată de Consiliul Central al Sindicatelor. În perioada 1957 – 1967, în cadrul Uniunii pentru Cultură Fizică și Sport, funcționează Comisia Tehnică de Turism, în competența căreia intră și activitatea de Orientare Turistică, aceasta transformându-se în Comisia Centrală de Turism și Alpinism. UCEFS-ul se transformă în Consiliul Național pentru Educație Fizică și Sport în anul 1967, care va funcționa până în anul 1989, va cuprinde în continuare și Comisia Centrală de Turism și Alpinism.
La 28 iulie 1967, Comisia Centrală de Turism și Alpinism se transformă în Federația Română de Turism și Alpinism (F.R.T.A.), secretar general prof.Mircea Mihăilescu, fiind astfel prima țară socialistă care reușește introducerea Orientării în cadrul unei structuri sportive care coordona sportul la nivel național (C.N.E.F.S.).
De activitatea de Orientare Turistică din cadrul F.R.T.A. se va ocupa Comisia Tehnică de Turism Sportiv (1970-1972, președinte Marius Constantinescu), în anul 1970 se numea Comisia Centrală Tehnică de Turism, iar în anul 1974 apare pentru prima dată, Comisia Centrală Tehnică de Orientare, președinte Florescu Ion, vicepreședinte Istrate Ilie, secretar Simionescu Paul (1974-1987). În anul 1978 Comisia Centrală Tehnică de Orientare se transformă în cadrul Federației Române de Turism Alpinism, în Comisia Centrală de Orientare (C.C.O.), secretar Simionescu Paul, iar în perioada 1987-1989, secretar va fi Ignat Neculai, aceasta transformându-se în februarie 1989  în Comisia Centrală de Orientare Sportivă, secretar Alexandrescu Constantin.

## Cocursuri organizate în România
Câteva repere mai importante din istoricul concursurilor de Orientare din România:
Concursul interregional, ediția a III-a a Cupei Zarandului, marchează primul concurs, în anul 1949, cu etape de zi și noapte, la care au participat echipe din București, Brașov, Timiș și Bihor.
Primul concurs din București, organizat în Pădurea Pusnicul în anul 1949, de Ioja Ion, Bucurescu Cristian, ambii muncitori la IOR, urmat de primul concurs de Noapte organizat de bucureșteni la 18 octombrie 1951, la Sinaia în Masivul Gârbova;
Anul 1950 – primul concurs de Orientare, organizat la Timișoara (organizator Oscar Kepecs) și concursuri organizate de clujeni, cu schițe de hărți și instrucțiuni de parcurs, sub formă de text, care se dădeau în plic la începutul sau pe parcursul concursului.
În pădurea Repedea de la Iași se organizează în 1951, primul concurs de Gh.Pânzaru împreună cu Dumitru Mănăilă și Valentin Pânzaru, cu sprijinul tehnic al arădeanului Coloman Davidhazy, unde au participat un număr de 114 concurenți.
Anul 1952 a marcat o activitate intensă și primul concurs oficial interregional, organizat în ziua de 28 septembrie la cabana Diham.
În decembrie 1953 – primul concurs de Orientare – Schi la Poiana Mărului, organizat de timișoreni.
Concursurile interregionale se dezvoltă după apariția primului Regulament la nivel național și în alte zone, cum ar fi: Baia Mare, Oradea, Târgu Mureș, Pitești, Craiova și Ploiești care organizează concursuri de Orientare Turistică și participă cu sportivi la competițiile din alte zone.
Cupa 23 August, competiție devenită tradițională, organizată în anul 1953 la Plaiul Foii, din munții Piatra Craiului se desfășoară cu etape de zi și noapte, competiție care ulterior se transformă în „Cupa României”, prima ediție, probă individuală, are loc în anul 1966 la Cheile Bicazului, câștigător fiind Liță Georgeta și Iosif Eugen.
Tot începând cu anul 1953, se organizează tot mai multe competiții și de asociații sportive din București, cum ar fi: Metalul, Progresul, Spartac, Voința, Constructorul  etc.
In anul 1955 , Consiliul Central al Sindicatelor , organizeaza un concurs de fotografii turistice. Primii trei clasati au primit pachete de lemn pe care erau aplicate , in partea de sus - o emblema din metal cu email cald , reprezentand doi tineri privind de la stanga la dreapta , spre un grup de brazi , in partea superioara sugla "II" iar in partea de jos - textul CCS TURIST.  In partea de jos a plachetei de lemn se afla o eticheta metalica pe care este inscriptionata denumirea concursului si editia , precum si locul ocupat. 
Anul 1957, primul concurs de ștafetă masculin și feminin, la Păltiniș, județul Sibiu.
Prima participare a unor sportivi din România la competiții internaționale este cea din vara anului 1958, când profesorul Davidhazy Coloman, conduce o echipă a României la un concurs organizat în Ungaria, în apropiere de lacul Balaton, căpitan al echipei fiind Neagu Alexandru.
Primul Campionat Republican pe Echipe și Noapte, octombrie 1964, Pârâul Rece.
Primii arbitri trasatori atestați, în număr de 41 au absolvit cursul din decembrie 1966, organizat la Căminul Alpin din Bușteni.
Anul 1967, primul concurs de Orientare – Schi de Noapte, la Gărâna, munții Semenic, organizat de timișoreni.
Primele titluri de Maestru al Sportului se acordă sportivelor: Georgeta Liță și Mariana Abrudan, în anul 1967, iar în 1969 sportivilor Iosif Eugen, Schuller Richard și Schuller Klaus.
În anul 1968 s-au tipărit primele 2 hărți de Orientare moderne în culori: Oradea, Cupa Poligrafiei, 2 culori și Bușteni, Cupa României (concurs internațional), ediția a III-a, 4 hărți în 4 culori.
Primul Campionat Național Individual la Orientare în Alergare are loc în anul 1968 la Poiana Brașov la: seniori, tineret și juniori. Primele titluri de Campioni Naționali la Individual au fost obținute de: Constantin Alexandrescu – juniori, Ileana Chivu (Sculy) și Scarlat Rosetti – tineret, Mariana Abrudan și Klaus Schuller – seniori și Heintz Dezideriu – old boys.
Primul Campionat Republican de Ștafetă este organizat în 21 septembrie 1969, la Olănești cu 25 de ștafete participante și ediția a III-a a Campionatului Republican pe Echipe.
Prima ediție a Campionatului Republican de juniori și junioare pe Echipe are loc la Frasin-Bucșoaia, în anul 1969, campioni naționali fiind la feminin – Mariaș Ana-Maria – Mariaș Elena, iar la masculin, Enyedi Andrei-Horvaty Peter.
Dupa crearea in anul 1968 a Biroului Turistic pentru Tineret , structura in cadrul Comitetului Central al UTC , activitatea de orientare turistica a capatat o noua directie de afirmare , prin concursurile organizate anual , de catre agentiile teritoriale ale BTT. La aceste concursuri , cu participare masiva , erau chemati sa se intreaca , tineri din licee si intreprinderi , in grupe de concurs separate. Primul regulament pentru aceste concursuri a fost realizat de Ioan Babos , nume emblematic in istoria turismului pentru tineret. Ulterior , activitatea competionala de orientare turistica s-a amplificat prin introducerea acestei specializari in cadrul Cercurilor Tehnice Aplicative din cadrul PTAP. Dupa 1989 , aceste activitati au incetat sa se mai organizeze.
În stațiunea Slănic Moldova, în data de 25 iunie 1971 are loc prima ediție a Balcaniadei, participă România și Bulgaria, concomitent cu ediția a-VI-a a Cupei României; tot în România se desfășoară în 21 – 24 iulie 1980 ediția a III-a, a Balcaniadei la Făget, județul Cluj, unde au participat 3 țări: România, Bulgaria și Iugoslavia, concomitent cu, Cupa României ediția a XV-a.
Începând din anul 1972 Cupa „Uniunii Asociațiilor Studenților din România” (s-au organizat 6 ediții: 1966 – 1971) se transformă în Campionatul Republican Universitar de Orientare Turistică, prima ediție desfășurându-se în perioada 28 – 30 aprilie 1972, la Predeal, județul Brașov, cu participarea echipelor reprezentative din 10 centre universitare (București, Brașov, Cluj, Craiova, Galați, Iași, Petroșani, Ploiești, Timișoara și Tg.Mureș).
Primul Campionat Republican la Orientare-Schi, individual se desfășoară în anul 1979, stațiunea Izvoare, județul Maramureș, primii campioni fiind Orosz Maria la feminin și Petrișor Costică la masculin.
În anul 1987 se desfășoară cel mai mare concurs internațional de Orientare, „Trofeul Valea Prahovei”, organizator dr.Stroescu Nicolae, unde sunt înscriși 1150 concurenți din 10 țări. Cu acest prilej participă din partea Federației Internaționale de Orientare (I.O.F.), vicepreședintele Josef Krch, suedezul P.O.Bengtson, promotor al Orientării pe plan mondial și viitorul președinte a I.O.F. Sue Harvey.
Cu ocazia Cupei României, ediția XXV-a, 2-3 iunie 1990, Sinaia, 409 sportivi participanți, competiție internațională, se consemnează prezența pentru prima dată a președintelui I.O.F., Heinz Tshudin (Elveția).
Prima participare a sportivilor categoria tineret, la Campionatul Mondial are loc în perioada 7-15 iulie 1990, în localitatea Alvsbyn (Suedia), ediția I-a, cu o delegație formată din Pop Larisa, Cioban Iulia, Kerekes Kinga, Muțiu Ovidiu, Țântar Liviu, Simon Andras – sportivi, Alexandrescu Constantin – antrenor.
Prima participare a sportivilor orientariști studenți la un Campionat Mondial Universitar are loc în perioada 30 iulie - 4 august 1990, Riga (Letonia), unde s-a participat cu o echipă completă formată din 8 sportivi – Cioban Iulia, Covaciu Luminița, Banyai Reka (Gambos), Kerekes Kinga, Duca Ovidiu, Apli Ștefan, Gartner Gerhard, Coman Ciprian, antrenorul - Lucian Gălățeanu și conducător – Constantin Alexandrescu, secretar general.
În perioada 20 – 25 august 1991, prima participare a sportivilor seniori la un Campionat Mondial de Orientare în Alergare, Marianske Lazne (Cehoslovacia), cu o delegație formată din Revesz Elisabeta, Banyai Reka, Roșca Dionisie, Duca Ovidiu, Reves Andras, Vereș Mihai-sportivi, Barkasz Daniel – antrenor, Stroescu Nicolae și Alexandrescu Constantin - conducători.
În perioada 25 ianuarie – 4 februarie 1992 se consemnează prima participare a sportivilor seniori la Campionatul Mondial de Orientare – Schi, Pontarlier (Franța), cu o delegație formată din Zete Luminița, Jeler Ileana, Pop Larisa, Csucs Monika, Hecico Emil, Csucs Andras, Pop Eftimie, Csucs Peter – sportivi, Petrișor Costică – antrenor și Alexandrescu Constantin - conducător.
În anul 1992 Orientarea este cuprinsă ca activitate competițională, în Calendarul Sportiv al M.Ap.N., pentru început participând doar instituțiile militare de învățământ, iar în 1993, în perioada 28 – 21 iulie are loc prima participare a sportivilor orientariști militari la Campionatul Mondial de Orientare în Alergare, Ungaria; primul Campionat Național Militar de Orientare pentru unități operative se desfășoară la Craiova în 11 iunie 1994.
Primul Campionat Național de Orientare al Ministerului de Interne se organizează la Plopeni, județul Prahova în anul 1993.
La inițiativa președintelui federației, prof.Constantin Alexandrescu se organizează prima ediție a Cupei Țărilor Latine, în 13 – 15 octombrie 1995, la Poiana Pinului, Buzău, concomitent cu Cupa României, ediția a XXX-a.
Tot în acest an s-au obținut rezultate deosebite la Campionatul Mondial de Tineret, 9 -12 iulie 1995, Danemarca în probele individuale: Clasic - Fey Eniko locul IV, Scurtă Distanță-Fey Zsuzsa loc V și Ștafetă -(Fey Eniko, Fey Zsuzsa și Gall Eniko) locul V.
Prima competiție internațională oficială a Federației Internaționale organizată în România – Campionatul Mondial de Tineret s-a desfășurat în perioada 8 – 14 iulie 1996, la Govora, județul Vâlcea, consemnând o participare record și anume 387 de participanți, din 35 de țări, de pe toate continentele, unde sportivii noștri au obținut 5 medalii - 4 aur și una de bronz: Fey Eniko (Scurtă Distanță și Clasic-aur), Fey Eniko, Fey Zsuzsa, Gall Eniko (Ștafetă-aur), Olaru Maricel (Clasic-aur) și Grecu Horațiu (Scurtă Distanță-bronz).
Prima participare a sportivilor orientariști polițiști, din România la Campionatul European al Polițiștilor a avut loc în perioada 28 septembrie – 2 octombrie 1998, în orașul Tampere – Finlanda, unde au participat polițiști din 13 țări.
La Campionatul Mondial de Tineret, Orientare în Alergare, Franța, 13 – 18 iulie 1998, cel mai bun rezultat a fost locul VI ocupat de Gall Eniko, în proba individuală - Clasic.
Cele mai bune rezultate internaționale au fost la Campionatele Mondiale de Tineret, Orientare în Alergare, 09-15.07.2001, Miskolcs (Ungaria), unde s-a obținut un loc V în proba de individuală – Clasic, Popa Ciprian și un loc VI în proba de Ștafetă: Brăbiescu Paul, Popa Ciprian și Zincă Ionuț, iar în perioada 20 – 23 septembrie s-a organizat, Cupa Țărilor Latine, orașul Victoria, județul Brașov.
În anul 2003, rezultate remarcabile sunt obținute la concursurile internaționale oficiale: 1 loc III în proba de Ștafetă (Suciu Simion, Marian Ciprian și Csucs Klaus) și 2 locuri 6 prin sportivul Csucs Klaus în proba de Scurtă Distanță și Lungă Distanță la Campionatele Europene de Juniori Orientare-Schi, 18 – 22 februarie 2003, St.Petersburg (Rusia); Campionatul Balcanic s-a organizat la Govora, județul Vâlcea și Baia de Fier, județul Gorj,  sportivii români au câștigat un număr de 33 medalii: 8 medalii aur, 15 medalii argint și 10 medalii bronz.
În intervalul 2006 – 2011 se evidențiază numărul de membri, numărul de sportivi și cele mai remarcabile rezultate obținute în competițiile internaționale oficiale:
-2006 – 41 structuri sportive afiliate , 371 sportivi legitimați (215 juniori și 156 seniori), rezultate obținute de sportivii români la Campionatele Balcanice (Macedonia, 31 august – 03 septembrie): 28 medalii (7 aur, 14 argint și 7 bronz).
-2007 – 45 structuri sportive, 401 sportivi (240 juniori și 161 seniori), rezultate obținute la Campionatele Balcanice (Turcia – Istanbul,  11 – 15 septembrie): 28 medalii (11 aur, 7 argint și 10 bronz). Se organizează în perioada 30 august – 2 septembrie 2007 Cupa Țărilor Latine, ediția a XIII-a, în orașul Alba Iulia, județul Alba, una din cele mai reușite ediții ale acestei competiții.
-2008 – 49 structuri sportive afiliate (7 asociații județene, 15 cluburi de drept public, 27 cluburi de drept privat), 373 sportivi legitimați (209 juniori și 164 seniori), iar la Campionatele Balcanice, Baia Sprie, județul Maramureș, sportivii români au câștigat 27 medalii.
-2009 – 46 structuri sportive afiliate, 373 sportivi legitimați, iar dintre rezultate se evidențiază cel mai bun rezultat, la masculin, locul 8 în proba de Medie Distanță, Zincă Ionuț la Campionatul Mondial de Orientare în Alergare (Ungaria, 13 – 24 august) și locul 28 în clasamentul final al Cupei Mondiale; la Campionatele Balcanice care s-au desfășurat în perioada 02 – 06 septembrie, în Serbia, sportivii români au câștigat 26 medalii (4 medalii la seniori, 7 medalii la tineret și 15 medalii la juniori).
-2010 - Federația Română de Orientare a avut în componența sa, un număr de 44 structuri sportive afiliate (6 asociații județene, 14 structuri sportive de drept public și 24 structuri sportive de drept privat) și un număr de 433 sportivi legitimați.
Au participat la competițiile cuprinse Calendarul Sportiv Intern, un număr de 34 cluburi sportive.
Cel mai remarcabil rezultat s-a obținut la Campionatul European de Juniori de Orientare în Alergare (Soria – Spania), medalie de argint, Anghel Andra la proba de Lungă Distanță. La Campionatele Balcanice (Bulgaria, 2 – 6 septembrie) sportivii români au obținut 33 medalii (9 aur, 14 argint și 10 bronz).
În perioada 8 – 15 februarie, se organizează la Miercurea Ciuc, județul Harghita toate competițiile internaționale oficiale de Orientare – Schi (Campionatul Mondial de Seniori, Cupa Mondială, Campionatul Mondial de Tineret, Campionatul European de Seniori, Campionatul European de Juniori și Campionatul Mondial de Veterani), organizându-se pentru prima dată, în România, Competiții Internaționale majore de Orientare-Schi, care au constituit și unele premiere mondiale:
-o federație națională a organizat simultan toate competițiile majore ale Federației Internaționale de Orientare;
-s-a introdus proba de Sprint în cadrul Campionatelor Europene de Juniori;
-s-a reușit transmiterea „live” atât din traseu cât și din zona startului și a sosirii, pe un post de televiziune Sport Klub TV.
Sportivii orientariști Veterani au obținut la Campionatul Mondial de Veterani la Orientare-Schi medalii și rezultate de valoare: medalie de bronz, Veronica Minoiu categoria F - 35 ani, locul 4, Erika Rosca categoria F - 35 ani,  locul 4, Ileana Jeler categoria F - 40 ani, medalie de argint, Istvan Sebestyen categoria M - 35 ani, locul IV, Stupu Petru categoria M - 35 ani.
În anul 2011 la Campionatul Mondial de Veterani la Orientare-Schi, 31 ianuarie – 6 februarie, Norvegia, sportiva Fey Zsuzsa a obținut medalia de aur.